# Z pamiętnika młodej lekarki
Z pamiętnika młodej lekarki – cykl humorystycznych, kilkuminutowych skeczy radiowych, autorstwa Ewy Szumańskiej, istniejący od roku 1975 do wprowadzenia stanu wojennego w grudniu 1981, potem ponownie od czasu tuż przed upadkiem PRL w 1989 aż do 2007, wykonywany przez artystów wrocławskiego Studia 202. Nadawany był w magazynie 60 minut na godzinę oraz w programie ZSYP.

## Treść
Młoda lekarka – Ewa Szumańska – przyjmuje w swej poradni pacjentów z różnymi schorzeniami. W rolę pacjentów wcielał się Jan Kaczmarek (a od czasu jego choroby Stanisław Szelc).
Schemat skeczu jest zazwyczaj niezmienny:
1. Słowa : „Będąc młodą lekarką...” i monolog.
2. „wszedł raz do mnię pacjent... i zagaił” Pukanie, wchodzi pacjent. „Dzień dobry pani doktór”. „Dzień dobry. Co Panu dolega?”...
3. Pacjent przedstawia swoje schorzenie[b].
4. Nietypowa akcja medyczna lekarki.
5. Podziękowania pacjenta („rewanż na parapecie”).
6. Wyjście pacjenta i podsumowanie z morałem Młodej Lekarki.

Ideą skeczy było zazwyczaj ukazanie bieżących wydarzeń: w służbie zdrowia, kulturalnych, politycznych i obyczajowych w zgryźliwy i wykrzywiony sposób, a jednocześnie kpienie z polityków różnych opcji politycznych. W niemal każdym odcinku pokazane są niemałe trudności, z jakimi boryka się (jak o sobie mówi sama bohaterka) „młoda lekarka na rubieży” - np. słabe wyposażenie gabinetu w sprzęt, medykamenty czy wreszcie środki dezynfekcyjne. Nie zraża to jednak młodej lekarki, a nawet pozwala jej rozwinąć sporą pomysłowość i zdolność improwizacji. Dzięki temu przeprowadza nawet skomplikowane operacje, np. w jednym z odcinków nasza bohaterka dokonuje otwarcia czaszki za pomocą, jak się wyraża, grajcarka (sądząc po odgłosach w tle chodzi o rodzaj napędzanej ręcznie wiertarki). Pomimo iż jej działania na danym obszarze ciała u pacjentów niemal zawsze powodują częściową lub całkowitą utratę zdrowia, to pacjenci Młodej Lekarki przeważnie są zadowoleni z wykonanych przez nią zabiegów (para)medycznych. 
Charakterystyczne jest także słownictwo: częste skróty i niegramatyczne wyrażenia, przekręcanie wyrazów, uproszczenia, powtarzanie niektórych słów przez pacjenta.